# Eva Zikmundová
Eva Zikmundová, Geburtsname Eva Mašková, (* 4. Mai 1932 in Kroměříž, Bezirk Kroměříž, Tschechoslowakei; † 1. November 2020 in Prag) war eine tschechoslowakische Opernsängerin (Sopran).

## Leben
Eva Zikmundová besuchte das Gymnasium. Ihre Gesangsausbildung erhielt sie von 1949 bis 1951 am Konservatorium in Brünn  bei Věra Strelcová, anschließend an der Janáček-Akademie für Darstellende Künste in Brünn (1951–1953) bei Bohumil Soběský und schließlich an der Prager Musikakademie, wo sie auch ihren Abschluss machte, bei dem Opernsänger Zdeněk Otava, Marie Vojtková und bei dem Bariton und späteren Theaterintendanten Přemysl Kočí, der ihre künstlerische Entwicklung entscheidend beeinflusste.
Sie trat anfangs in der Tschechoslowakei zunächst als Tänzerin und Sängerin einer Reihe von Liedern auf. Von 1954 bis 1958 war sie hauptsächlich als Konzertsängerin tätig und gastierte gelegentlich am Opernhaus von Ostrava (Ostrava) und am Prager Nationaltheater.
Ihr Bühnendebüt hatte sie 1957 am Opernhaus Ostrava als Vendulka in der Oper Der Kuß von Bedřich Smetana. Ihre große Bühnenkarriere entwickelte sich ab 1958 am Prager Nationaltheater, dem sie von 1958 bis 1991 als festes Ensemblemitglied angehörte. Als Antrittsrolle sang sie dort ebenfalls die Vendulka. Sie übernahm am Prager Nationaltheater zahlreiche Rollen des lyrischen und „Lirico-Spinto“-Fachs. Zu ihren Premierenrollen gehörten dort u. a. Nedda (1965), Donna Elvira (1969) und im März 1971 die Vlasta in der Oper von Šárka von Zdeněk Fibich. In der Spielzeit 1990/91 sang sie am Prager Nationaltheater die Mutter der Titelfigur in einer Neuinszenierung der Oper Die Teufelskäthe von Antonín Dvořák.
Zu ihrem Repertoire gehörten Contessa Almaviva in Le nozze di Figaro, Elisabeth in Tannhäuser, Elsa in Lohengrin, Sieglinde in Die Walküre, die Arabella, die Rusalka und die Tatjana in Eugen Onegin.
Von 1966 bis 1978 war sie regelmäßig als Gastsängerin an der Deutschen Staatsoper in Ost-Berlin zu hören. In der Spielzeit 1966/67 übernahm sie dort die Santuzza in einer Neuinszenierung von Cavalleria rusticana. Von 1966 bis 1969 war sie dort auch festes Ensemblemitglied. Internationale Gastspiele gab sie schwerpunktmäßig in den Staaten des damaligen „Ostblocks“, so u. a. an der Ungarischen Staatsoper (1979), an der Nationaloper Sofia, an der Nationaloper Belgrad und an der Warschauer Oper. Sie sang aber auch am Théâtre Royal de la Monnaie in Brüssel, am Teatro La Fenice in Venedig (1968), an der Staatsoper Hannover, am Nationaltheater Mannheim, in Genf (1971), Amsterdam, Bologna, Genua und Neapel. Sie gastierte beim Edinburgh Festival (im Rahmen von Gesamtgastspielen des Nationaltheaters Prag, u. a. als Titelheldin in Katja Kabanowa) und beim Maggio Musicale Fiorentino.
Nach Abschluss ihrer aktiven Gesangskarriere arbeitete sie am Nationaltheater Prag und später an der Staatsoper Prag als Regieassistentin. Ab 1971 war sie als Gesangspädagogin am Prager Konservatorium und am Konservatorium von Teplice (Teplitz) tätig.
Eva Zikmundová hinterließ einige Schallplattenaufnahmen, hauptsächlich mit Kompositionen aus ihrer tschechischen und mährischen Heimat (Janáček, Hába, Dvořák), die bei dem Label Supraphon erschienen. In einer 1981 bei der Decca veröffentlichten Gesamtaufnahme der Oper Das schlaue Füchslein singt sie die Partie der „Frau Försterin“.  
Von 1953 bis 1972 war sie mit dem Schriftsteller und Autor Miroslav Zikmund verheiratet. Aus der Ehe ging ein Sohn, Miroslav, hervor. Eva Zikmundová starb im Alter von 88 Jahren in einem Hospiz im Prager Stadtbezirk Spořilov. Sie war seit längerer Zeit an Alzheimer erkrankt.